# Municipio de Seal
El municipio de Seal (en inglés, Seal Township) es un municipio del condado de Pike, Ohio, Estados Unidos. Tiene una población estimada, a mediados de 2023, de 3374 habitantes.

## Geografía
Está ubicado en las coordenadas 39°4′37″N 82°58′25″O / 39.07694, -82.97361. Según la Oficina del Censo, tiene una superficie total de 75.0 km², de los cuales 73.5 km² corresponden a tierra firme y 1.5 km² están cubiertos de agua.

## Demografía
Según el censo de 2020, en ese momento había 3351 personas residiendo en la zona. La densidad de población era de 45.6 hab./km². El 94.24 % de los habitantes eran blancos, el 0.90 % eran afroamericanos, el 0.51 % eran amerindios, el 0.12 % eran asiáticos, el 0.39 % eran de otras razas y el 3.85 % eran de una mezcla de razas. Del total de la población, el 0.93 % eran hispanos o latinos de cualquier raza.